# Jurij Afanas'evič Šnyrёv
Jurij Afanas'evič Šnyrёv (Novošachtinsk, 13 maggio 1932 – 30 dicembre 2013) è stato un regista sovietico.

## Filmografia parziale

### Regista
- Prjamaja linija (1967)
- Ballada o Beringe i ego druz'jach (1970)
- Ognennoe detstvo (1976)